# Serge Lang (Journalist)
Jean-Jacques „Serge“ Lang (* 6. Juni 1920 in Mülhausen, Elsass; † 21. November 1999 in Sternenberg, Elsass) war ein französischer Sportjournalist. Nachhaltige Bekanntheit erlangte er als Erfinder und Mitbegründer des alpinen Skiweltcups. Ab 1961 war er erster Präsident der Association Internationale des Journalistes de Ski (AIJS), von 1973 bis 1986 Vorsitzender des Weltcup-Komitees der Fédération Internationale de Ski (FIS).

## Biografie

### Journalistische Anfänge
Serge Lang kam 1920 im elsässischen Mülhausen zur Welt. Nachdem sein Vater als Bahnhofsvorsteher versetzt worden war, wuchs er in der Schweiz auf. Während des Zweiten Weltkriegs war Lang als Filmjournalist in Basel tätig und gründete als begeisterter Kulturschaffender das Filmfestival Le Bon Film. Nach dem Kriegsende berichtete er von den Nürnberger Prozessen und schrieb eine Biografie über den zum Tode verurteilten ehemaligen NS-Reichsminister Alfred Rosenberg.
Bei den Olympischen Winterspielen 1948 in St. Moritz kam er erstmals mit dem Sport in Berührung und machte sich in den folgenden Jahren einen Namen als einflussreicher Sportreporter. Während er für Zeitungen wie den Blick, L’Équipe, Le Soir und La Suisse schrieb, widmete er sich inhaltlich seinen zwei Leidenschaften Ski- und Radsport. 1961 gründete er die bis heute bestehende Association Internationale des Journalistes de Ski (AIJS), deren erster Präsident er bis zu seinem Tod war. Die seit 1963 von der AIJS vergebene Auszeichnung Skieur d’Or für den besten alpinen Skirennläufer der Saison trägt auch den Namen Serge Lang Trophy.

### Erfindung des Weltcup

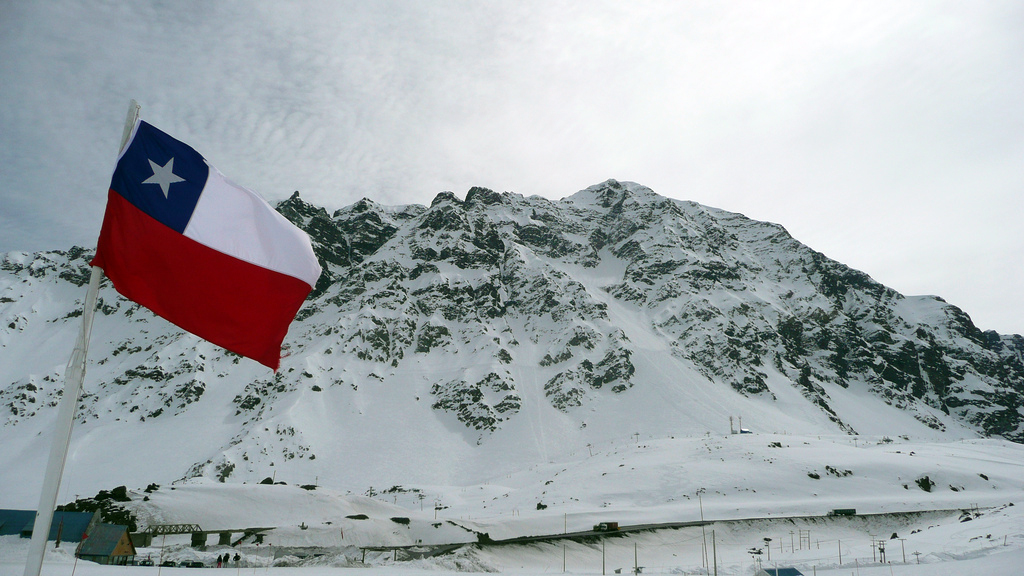
Im chilenischen Portillo wurde der Weltcup 1966 offiziell verkündet

Mitte der 1960er-Jahre litt der alpine Leistungssport abseits von Olympischen Spielen und Weltmeisterschaften unter mangelndem Zuschauerinteresse. Im Laufe der Tour de France 1965 trat Renndirektor und L’Équipe-Chefredakteur Jacques Goddet in Roubaix an Serge Lang mit der Bitte heran, er möge ein Konzept für einen einheitlichen Wettbewerb zur Ermittlung eines Ski-Gesamtsiegers erdenken. Die Ideen von Punktesystem und Regeln – angelehnt an Segel- und Grand-Prix-Sport – nahmen lediglich zwei Doppelseiten ein und führten zur erstmaligen Austragung der Trophée de l’Équipe im kommenden Winter. Im Januar 1966 konkretisierte Lang die Pläne für ein nachhaltiges Format mit den Cheftrainern der Nationen Frankreich und USA, Honoré Bonnet und Bob Beattie. Insbesondere die Bezeichnung World Cup, die erst seit wenigen Wochen für die bevorstehende Fußball-Weltmeisterschaft in England in Gebrauch war, wurde erstmals festgelegt. Das Sechsaugengespräch fand auf der Seidlalm über Kitzbühel statt, die seither als inoffizieller „Geburtsort“ des Weltcups gilt. In weiterer Folge spielte auch der ÖSV-Sportwart und Jurist Sepp Sulzberger eine Rolle bei der Umsetzung des Weltcups.
Während den Weltmeisterschaften 1966 in Portillo überzeugte Lang FIS-Präsident Marc Hodler von seinen Plänen, die auch unter den Athleten Anklang fanden. Unter anderem sprach sich der spätere Doppelweltmeister Jean-Claude Killy für den Weltcup aus. Am 11. August 1966 erfolgte der offizielle Beschluss, wenngleich die Saison 1967 mit Hauptsponsor Evian noch ohne Einwirkung der FIS stattfand. Erst im Mai 1967 wurde das im Hinblick auf das aufkommende Massenmedium Fernsehen gestaltete neue Format auf einem Kongress in Beirut in die Ägide des internationalen Skiverbandes übergeben. Lang und Beattie zweifelten zunächst an ihrer Entscheidung und waren überzeugt davon, den Weltcup auch allein in Kooperation mit lokalen Organisatoren – ähnlich der Tour de France – austragen zu können.

### Weiteres Engagement
Serge Lang blieb eng mit dem alpinen Skiweltcup verbunden. 1973 wurde er Vorsitzender des FIS-Weltcup-Komitees und kümmerte sich in dieser Funktion um die Organisation von Pressezentren und die Auswahl von Austragungsorten. So vergab er beispielsweise Rennen an Le Markstein in den Vogesen, wo er als Kind selbst das Skifahren erlernt hatte. Um „schnellen“ Spezialisten bessere Chancen auf einen Sieg in der Gesamtwertung zu geben, erdachte er als flotteren Riesenslalom mit weiteren Torabständen die Disziplin Super-G, die 1982 ihre Weltcup-Premiere feierte. Als AIJS-Präsident pflegte er außerdem Kontakte zum FIS-Präsidenten und den nationalen Skiverbänden und ermutigte Neulinge wie die Crazy Canucks oder die Jugoslawen zur Weltcup-Teilnahme. 1986 entließ ihn die FIS im Zuge der fortschreitenden Professionalisierung des Sports, woraufhin Lang dem Verband mangelnden Ideenreichtum vorwarf.
Neben seinen Tätigkeiten im Weltcup schrieb Lang weiterhin journalistische Texte und berichtete etwa von den UCI-Straßen-Weltmeisterschaften 1974 in Montreal.
Einmal im Jahr gab er die Zeitschrift Biorama heraus, die sich mit Statistiken und Athletenbiografien ganz dem Skirennsport widmete. Im Ruhestand plante er unter dem Namen Legend’s Cup eine Reihe von Legendenrennen, ehe er am 21. November 1999 im Alter von 79 Jahren einem Herzinfarkt erlag.

## Privatleben
Serge Lang war Hobbyskifahrer und vor allem für seine stattliche Körpergröße von fast zwei Metern sowie ein Mindestgewicht von 120 Kilo bekannt. In einem Nachruf der NZZ wurde er als „Schwergewicht“ des Skirennsports und Lebemann beschrieben, der gerne schlemmte und die Gesellschaft liebte. Er galt als begabter Erzähler und ein Mensch, mit dem man gut streiten und anstoßen konnte. Auf den verschiedenen Weltcup-Stationen beanspruchte er autokratisch Fünfsternehotels und Helikopter für sich.
Lang war bis zu ihrem Tod im Jahr 1989 mit der gebürtigen Deutschen Anneliese (Anne) verheiratet. Markenzeichen war ihr Yorkshire Terrier Babsi, der sie zu Presseterminen begleitete und nach ihrem Tod in die Obhut ihres Mannes überging. Das Paar hinterließ einen Sohn, Patrick (* 1949 oder 1950), der beruflich seinem Vater nacheiferte und ab 1969 als Journalist über den alpinen Skiweltcup berichtete. Später wurde er Weltcup-Pressechef und publizierte gemeinsam mit seinem Vater. Mit seiner zweiten Frau Jocelyn war Lang bis zu seinem Tod verheiratet.

## Bibliografie
- mit Ernst von Schenk: Portrait eines Menschheitsverbrechers. Nach den hinterlassenen Memoiren des ehemaligen Reichsministers Alfred Rosenberg. Zollikofer, St. Gallen 1947, DNB 452703379, 356 S.
- Le ski: Et autres sports d’hiver. Larousse, Paris 1967, 416 S.
- mit Jean Regali et al.: Innsbruck 1976. La Suisse/Édition Sonor, Genf 1976, 216 S.
- mit Erich Baumann, Dieter Baumann & Jochen Stellwaag: Le grand livre du Tour de France. Calmann-Lévy, Paris 1980, ISBN 978-2702103647, 388 S.
- mit Patrick Lang: La coupe du monde de ski alpin. Glénat, Grenoble 1986, ISBN 978-2723407427, 185 S.
- How the World Cup Began. In: Skiing Heritage Journal Volume 20, No. 3, September 2008, S. 8–11 (1999 verfasst und postum veröffentlicht).